# Seznam novozelandskih ragbistov
Seznam novozelandskih ragbistov.

## B
- Todd Blackadder

## C
- Don Clarke
- Christian Cullen

## H
- Doug Howlett

## L
- Jonah Lomu

## M
- Colin Meads
- Stan Meads
- Andrew Mehrtens

## R
- Joe Rokocoko

## S
- Wayne Shelford
- Carlos Spencer

## U
- Tana Umaga